# Hólsfjall
Hólsfjall är ett berg i republiken Island. Det ligger i regionen Västfjordarna, 220 km norr om huvudstaden Reykjavík. Toppen på Hólsfjall är 721 meter över havet.
Trakten runt Hólsfjall är nära nog obefolkad, med mindre än två invånare per kvadratkilometer. Närmaste större samhälle är Ísafjörður, omkring 13 kilometer öster om Hólsfjall. Trakten runt Hólsfjall består i huvudsak av gräsmarker.